# LaCie
LaCie е френско-американска компания, специализирана в производството на външни твърди дискове, RAID масиви и професионални решения за съхранение на данни. Компанията е особено популярна сред творчески професионалисти благодарение на своя дизайн и надеждност. От 2014 г. LaCie е дъщерна компания на Seagate Technology.

## История
LaCie възниква като две независими компании – La Cie, Ltd. (основана през 1987 г. в Орегон, САЩ) и électronique d2 (основана през 1989 г. в Париж, Франция). През 1995 г. d2 придобива La Cie и през 1998 г. двете компании приемат общото име LaCie.
През 2012 г. Seagate Technology обявява намерението си да придобие компанията, като сделката е финализирана през 2014 г.

## Продукти
LaCie произвежда:
- външни твърди дискове с USB, Thunderbolt, eSATA, FireWire и Ethernet интерфейси;
- професионални RAID масиви за видеообработка, архивиране и NAS решения;
- флашносители и преносими SSD;
- компютърни монитори за графична обработка.

## Дизайн
Компанията е известна с отличителен индустриален дизайн, реализиран в сътрудничество с дизайнери като:
- Филип Старк;
- Нийл Полтън;
- Porsche Design.

## Пазар и клиенти
Продуктите на LaCie се използват широко в медийната и развлекателна индустрия от професионални видео монтажисти, фотографи, архитекти и други.